# Vieux Marché aux Grains
Le Vieux Marché aux Grains (en néerlandais : Oude Graanmarkt) est une place du centre de Bruxelles, située dans le prolongement de la place Sainte-Catherine, entre la rue de Flandre et la rue Sainte-Catherine d'un côté et la rue Antoine Dansaert de l'autre. La Bourse de Bruxelles se trouve également à proximité.

## Sources
- (nl) Cet article est partiellement ou en totalité issu de l’article de Wikipédia en néerlandais intitulé « Oude Graanmarkt » (voir la liste des auteurs).